# Olivier August
Pour les articles homonymes, voir August.
Ne doit pas être confondu avec Olivier Auguste.

a Compétitions nationales et continentales officielles uniquement.

Olivier August, né le 11 août 1985 à Dax, est un joueur français de rugby à XV qui évolue au poste de troisième ligne. Il se reconvertit ensuite en tant qu'entraîneur.
Il est le frère cadet de Benoît et Guillaume, également joueurs de rugby à XV au niveau professionnel. Leur père est Éric August, ayant notamment entraîné, puis présidé l'US Dax pendant deux saisons à la fin des années 1990.

## Biographie
Né le 11 août 1985 à Dax, Olivier August fait ses premiers pas sportifs au sein de l'école de rugby de l'US Dax. Après quatre années à pratiquer le basket-ball, il fait son retour définitif au rugby dans son club formateur. Évoluant au poste de troisième ligne, il est également utilisé lors des phases de lancer en touche, sur les traces de son frère Guillaume.
Alors qu'il évoluait encore en catégorie Reichel, il est appelé en équipe première sous la direction de Marc Lièvremont. Il joue ainsi son premier match professionnel pendant la saison 2006-2007, dans le cadre du « derby landais » sur le terrain du Stade montois, avant d'accéder la saison suivante au Top 14,,. Il fait alors ses débuts sous le maillot dacquois aux côtés de son frère Guillaume,. Il est éloigné des terrains pour la quasi-totalité de la 2e et dernière saison en Top 14 de l'USD, en 2008-2009, en raison d'une opération à l'épaule, et fait son retour à plein temps en Pro D2.
En 2012, il n'est pas prolongé par le club dacquois, ce dernier souhaitant alléger l'effectif en troisième ligne afin de permettre de nouveaux recrutements,,. Après une période de chômage, durant laquelle il dispute une rencontre amicale auprès de quatre autres joueurs chômeurs sous le maillot du Stade français Paris, en association avec Provale, il rejoint le club voisin du SA Hagetmau en Fédérale 1, contacté par le président Dumartin,.
Après une saison, il fait son retour dans son club formateur, signant un contrat d'une saison plus une optionnelle après un accord dès février 2013 avec le futur manager dacquois Richard Dourthe. Il devient régulièrement capitaine de l'équipe au fil des années, à partir de la saison 2014-2015.
Son contrat avec l'US Dax arrive à son terme à la fin de la saison 2017-2018 ; malgré la relégation du club en Fédérale 1 à l'intersaison, il prolonge son contrat pour une année supplémentaire, puis à nouveau après cette première saison en Fédérale pour une année plus une optionnelle. Avec cette relégation sportive et le changement d'entraîneurs, August perd le capitanat.
Alors que l'US Dax s'apprête à disputer l'édition inaugurale de la nouvelle division Nationale, August prolonge son contrat pour cette saison 2020-2021,, durant laquelle il s'apprête à jouer son 200e match sous le maillot dacquois. Il reconduit son contrat pour une nouvelle année supplémentaire,. Blessé à l'adducteur au mois de mars et manquant de fait la fin de la saison 2021-2022, il n'est pas retenu dans le groupe dacquois pour l'exercice suivant.
Désirant se reconvertir en tant qu'entraîneur, il est contacté par Pascal Idieder, alors responsable du club landais du Peyrehorade SR, afin de devenir consultant à la touche pour la saison 2022-2023 de Fédérale 1 ; après trois matchs de championnat, alors que le duo d'entraîneurs remet sa démission, August prend alors le poste d'entraîneur principal des avants. Il cumule les missions en 2023-2024, étant appelé en tant que consultant à la touche au mois d'octobre pour intégrer l'effectif professionnel de l'US Dax, son ancien club ayant fait cette année son retour en Pro D2, tout en restant en poste principal à Peyrehorade,. Il quitte à la fin de la saison son poste à Peyrehorade afin de se consacrer à plein temps à celui de Dax, en tandem avec Hervé Durquety.

## Palmarès
- Championnat de France de 2e division :
  - Vice-champion : 2007[Note 1] avec l'US Dax.